# Рыбацкая петля
Рыба́цкая петля́ (англ. Fisherman’s Loop) — рыболовный узел, применяемый в рыболовстве для временного привязывания рыболовного крючка к леске.
Позднее применяли на английском флоте для поспешного создания временного огона на конце троса при обрыве во время швартовки. Также является «любовным» узлом.
Ранее, в Англии на заре альпинизма, узел «рыбацкая петля» применяли для создания самостраховки на базовой альпинистской верёвке и для крепления в связке крайнего участника, поэтому приобрёл название «узел проводника», так как петлю узла плотно оборачивали вокруг пояса альпиниста. Однако, сейчас узел в альпинизме не оборачивают вокруг пояса и не применяют, а заменяют узлом восьмёрка на страховочной системе.

## Способ завязывания
Существуют 2 способа завязывания рыбацкой петли:
- Завязать незатягивающуюся петлю одним концом для привязывания к опоре (из простого узла)
- Завязать петлю без опоры, и накинуть на объект (из выбленочного, коровьего, бегущего простого узлов)

Из простого узла
Ранее в альпинизме применяли несколько способов завязывания:
- Завязывали простой узел; оборачивали ходовым концом вокруг пояса, и вдевали внутрь простого узла; завязывали простой узел на коренном конце верёвки ходовым, и оба узла сближали, наподобие рыбацкого узла
- Другой способ — завязывали простой узел; оборачивали ходовым концом вокруг пояса, и вдевали внутрь простого узла со стороны коренного конца; на петле завязывали контрольный узел

Из выбленочного узла
- Сделать выбленочный узел без опоры; вдеть середину петель в петли[17]
- Другой способ — сделать выбленочный узел без опоры; наложить одну петлю на другую способом «книжка»; вдеть середину петель в петли[18]

Из коровьего узла
- Сделать коровий узел без опоры; наложить петли друг на друга; вдеть середину коровьего узла внутрь образовавшейся петли[19]. Однако, узел получается несимметричным[20]

Из бегущего простого узла
- Завязать бегущий простой узел; сделать колы́шку на петле; вдеть ходовой конец петли в колышку[21]

Ошибки при завязывании
- Ошибка — обе половины узла завязаны в одну и ту же сторону[22]

## Способ развязывания
Для развязывания рыбацкой петли следует разделить её на половины простых узлов, а после развязать в обратном завязыванию порядке, сначала узел с ходовым концом верёвки, после узел на коренном.

## Признаки
Плюсы
- Узел — надёжен[24] (на сухой верёвке из растительного материала)
- Не «ползёт»[25]
- Узел — прочен[23]

Минусы
- Затягивается
- Трудно развязывать
- Трудно регулировать размер петли
- Много способов завязывания
- Легко ошибиться при завязывании
- Контрольный узел — необходим[26][27]
- Узел — громоздкий[23]

## Применение
В рыболовстве
- В рыболовстве применяют для привязывания рыболовного крючка к леске[28]

В морском деле
- В морском деле применяют для создания временного огона

В горном туризме
- В горном туризме применяли для привязывания крайнего в связке

В альпинизме
- В альпинизме применяют для укорачивания альпинистской верёвки среднему участнику связки[29]

## Фотогалерея

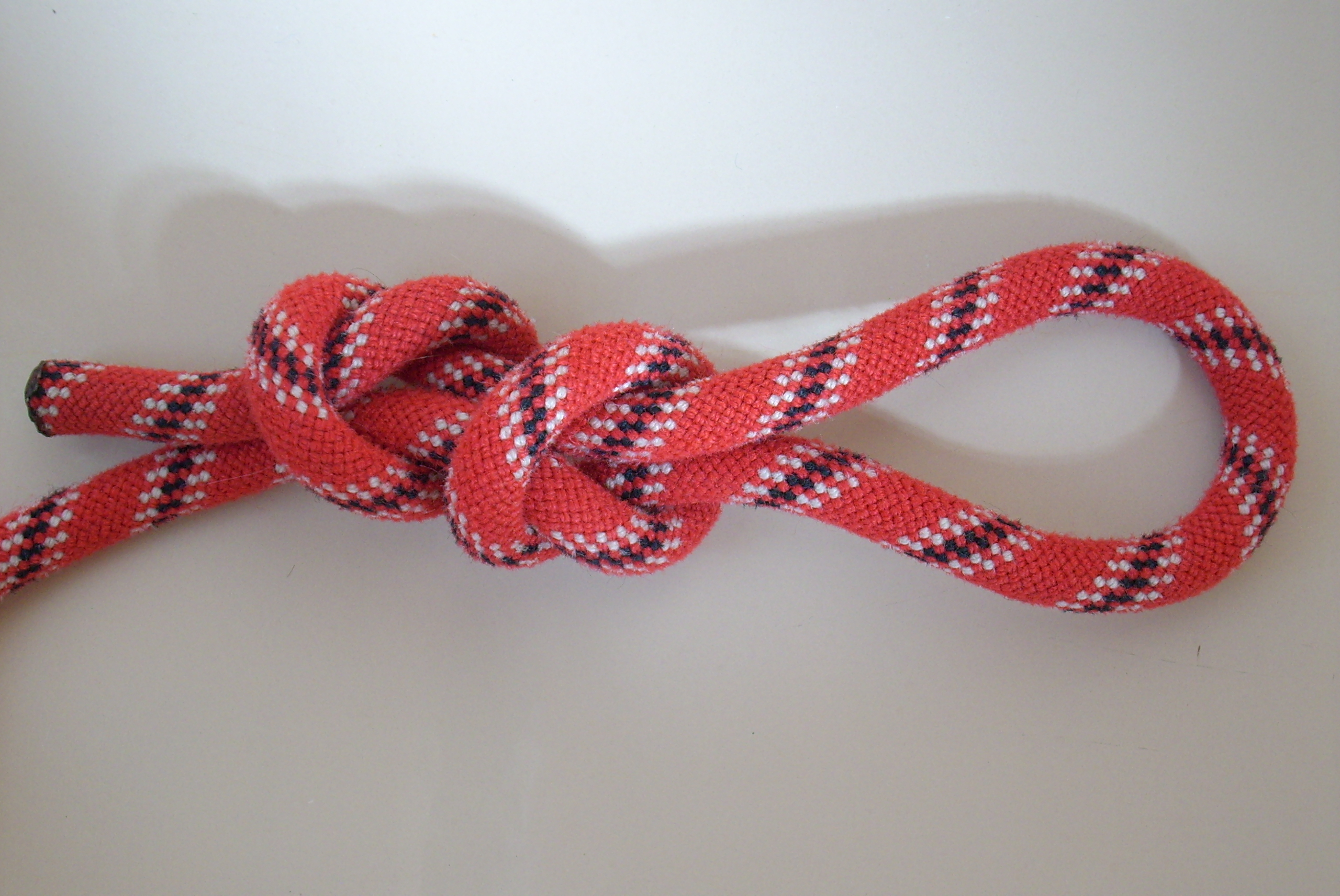
последовательно завязанные простые узлы на рыбацкой петле
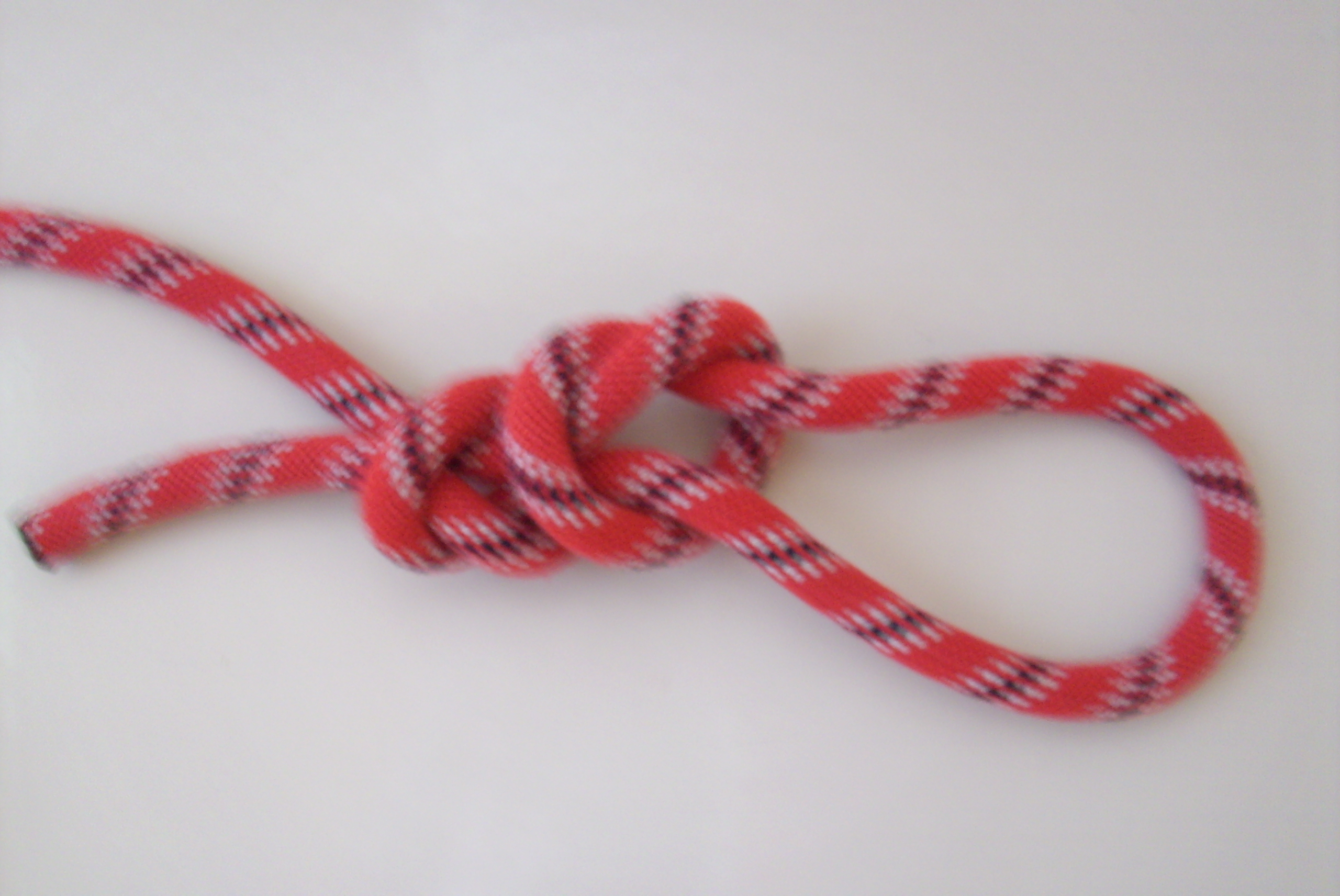
рыбацкая петля до затягивания
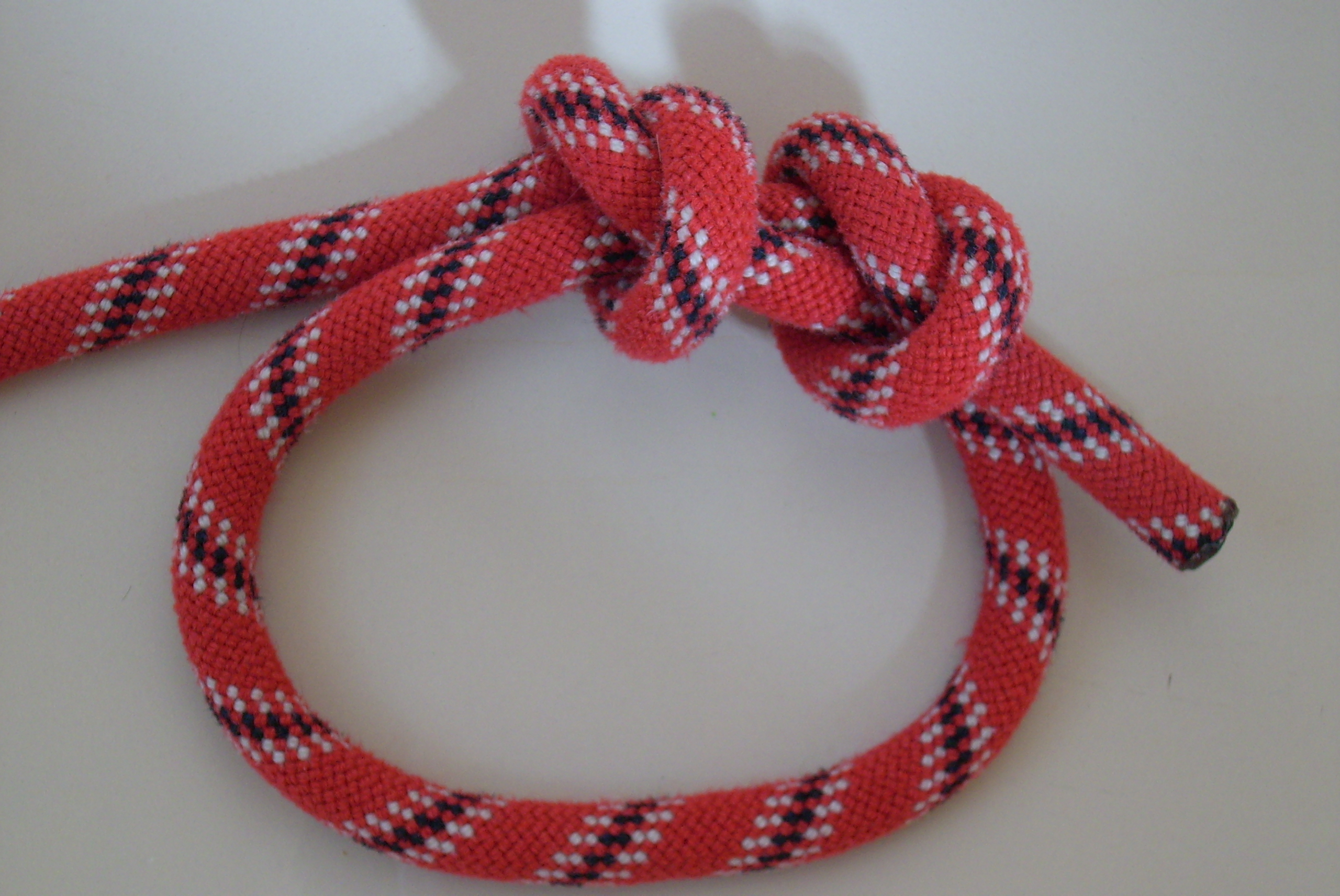
иной способ завязывания рыбацкой петли в альпинизме: 1. завязать простой узел; 2. обернуть ходовым концом поясницу и вставить в образованный узел со стороны коренного конца; 3. завязать простой узел на петле как контрольный
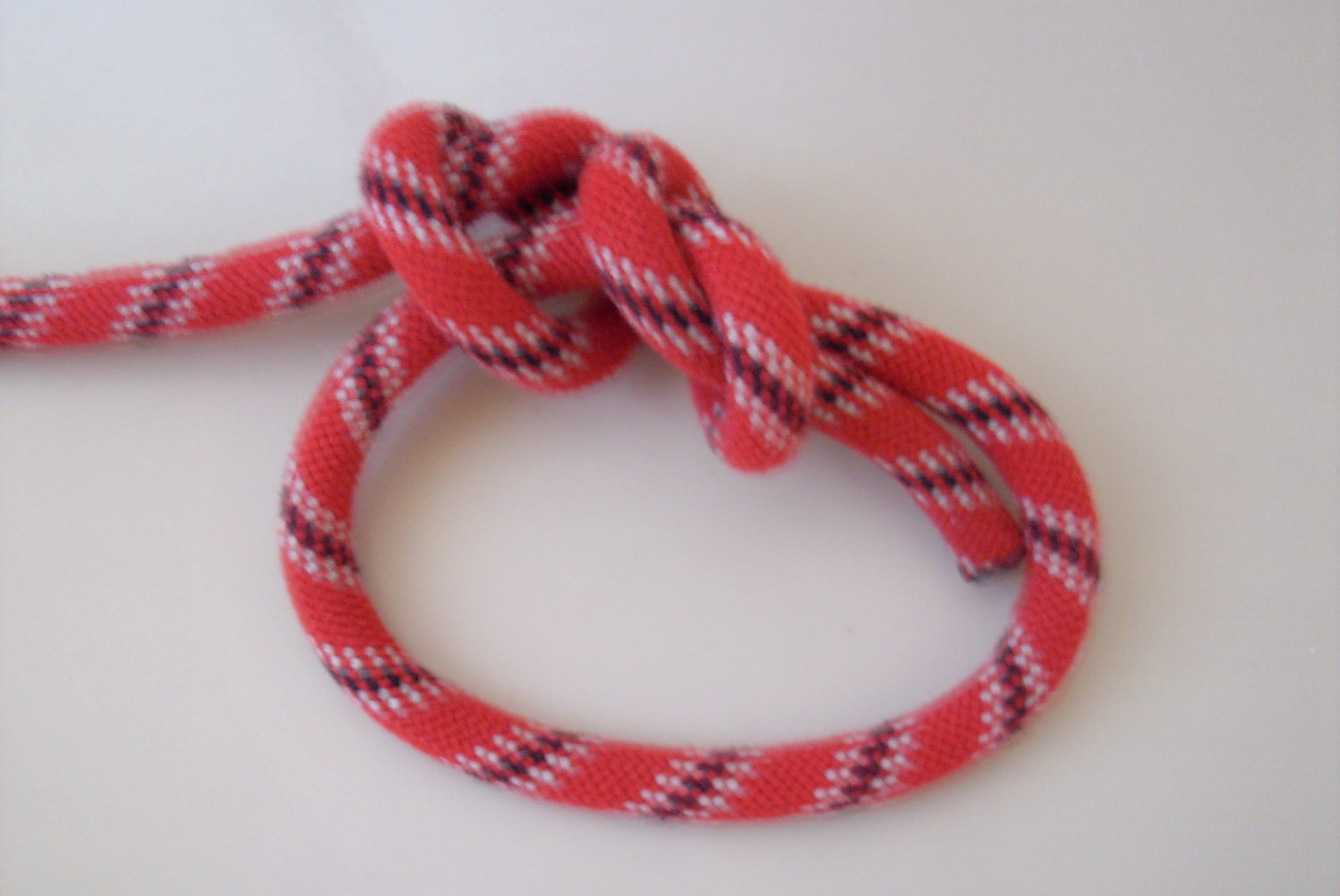
рыбацкая петля, завязанная иным способом, до затягивания